# Landau in der Pfalz
Landau in der Pfalz település Németországban, Rajna-vidék-Pfalz tartományban. Lakosainak száma 48 341 fő (2023. december 31.). Landau in der Pfalz Südwestpfalz, Südliche Weinstraße és Bad Dürkheim községekkel határos.

## Népesség
A település népességének változása:
| Lakosok száma | 37 661 | 46 006 | 46 292 | 46 677 | 46 919 | 47 610 | 48 341 |
|               | 1975   | 2016   | 2017   | 2019   | 2021   | 2022   | 2023   |